# هلمرت (دهانه)
هلمرت یک دهانه برخوردی در ماه‌ است.